# Magnetkis
Magnetkis Fe1-xS (x = 0 till 0,2) (kallas även Pyrrhotit), är ett mineral som består av en förening mellan järn (Fe) och svavel (S). Mineralet har en hexagonal grundstruktur men bildar en rad polytyper med andra strukturer kopplade till sammansättningen. Ändledet FeS kallas troilit och är främst känt från meteoriter. Mineralet påverkar kompassnålen något, därav namnet. Detta gäller särskilt den monoklina 4C-polytypen med sammansättningen Fe7S8.  Magnetkis innehåller ej sällan nickel i lite större mängd och då brukar den brytas som nickelmalm. Ofta sitter mycket av nicklet som inneslutningar av pentlandit (eller andra nickelmineral) men mindre mängder nickel kan också finnas i fast lösning i magnetkisen. Mineralet räknas som malmmineral men har om det saknar nickel liten användning och obetydligt ekonomiskt värde. Mineralet återfinns på flera platser, både som spridda korn och som malm, särskilt tillsammans med andra sulfidmineral, främst svavelkis och kopparkis. Den nickelrikaste magnetkisen uppträder tillsammans med diabas och gabbro. Då den förekommer i kristallina skiffrar är den mera sällan nickelhaltig.

## Fyndorter
Nickelhaltig malm finns vid Kleva gruva i Småland, Slättberg och Kuså i Dalarna samt vid Sulitjelma. I Norge finns den spridd på många orter över hela landet.
Förutom i Sverige och Norge förekommer magnetkis på flera ställen i England, Sachsen, Schlesien, Bayern och i Amerika där nickelhalten ibland uppgår till 50 %.